# Isabella De Bernardi
Isabella De Bernardi (* 12. Juli 1963 in Rom; † 26. Mai 2021 in Mailand) war eine italienische Schauspielerin.

## Leben
Sie war die Tochter des Drehbuchautors Piero De Bernardi.
Ihr Filmdebüt hatte De Bernardi im 1980 gedrehten Spielfilm Un sacco bello in der Rolle der Fiorenza. Im folgenden Jahr spielte sie unter der Regie von Mario Monicelli in Die tolldreisten Streiche des Marchese del Grillo mit. Drei weitere Filme folgten, bis man sie 1989 in dem Film Der Bulle und das Kind zuletzt in der Rolle einer Polizistin sehen konnte.

## Filmografie
- 1980: Un sacco bello
- 1981: Die tolldreisten Streiche des Marchese del Grillo (Il marchese del Grillo)
- 1982: Borotalco
- 1982: Ich weiß, daß du weißt, daß ich weiß (Io so che tu sai che io so)
- 1987: I ragazzi della 3 C (Fernsehserie, 6 Folgen)
- 1989: Der Bulle und das Kind (Il bambino e il poliziotto)